# Moe aikāne
Moe aikāne veze bile su seksualne veze na predkolonijalnim Havajima između aliʻi nuija i muških i ženskih kaukaualiʻi koji su izvodili hana lawelawe ili očekivanu uslugu bez ikakve stigme. Iako je kulturna tradicija jedan od najboljih primjera nominalno heteroseksualne zajednice koja također prihvaća homoseksualne i biseksualne odnose, autor Kanalu G. Terry Young u svojoj knjizi Rethinking the Native Hawaiian Past navodi da ti odnosi nisu bili biseksualni u socijalnom smislu. To su bili odnosi iz doba ōiwi walea koji nisu imali stigmatizma prema osobama ́ano (nečija priroda ili karakter). Nazvati to biseksualnom vezom sviđa se reći da su djeca više muževa od jedne havajske majke bila izvan braka. Za sada je usporedba nemoguća. Ti su odnosi prihvaćeni kao dio povijesti drevne havajske kulture. Među muškarcima seksualni odnosi obično započinju kad su partneri tinejdžeri i nastavljaju se tijekom cijelog života, iako oni također održavaju heteroseksualne partnere. Poznato je da je havajska veza s aikaneom bila dio života havajskog plemstva, uključujući Kamehamehu. Iako postoji više primjera muških veza, neke se priče odnose na želje žena, podržavajući teoriju da su i neke žene mogle biti uključene u aikāne veze.
U vezi s odnosom aikāne, poručnik James King izjavio je da su ih "imali svi poglavari". Ispričao je priču da je kapetan Cook jednog od zapovjednika zapravo zamolio da poručnika Kinga ostavi na Havajima, smatrajući takvu ponudu velikom čašću. Brojne priče Cookove ekipe s velikom su prezirom povezale priče o toj tradiciji. Američki pustolov i pomorac John Ledyard detaljno je komentirao tradiciju kakvu je on doživljavao. Odnosi su bili službeni i ni na koji način skriveni. Havajci tog doba spolni odnos smatrali su prirodnim.
Riječ i socijalna kategorija aikāne odnosi se na: ai ili intimni seksualni odnos; i kāne ili mužjak / muž. U tradicionalnom mo'olelu ili pjevanju, žene i božice (kao i poglavice ali'i ) svoje su ljubavnice nazivali aikāne, kao kad božica Hi'iaka svog ljubavnika Hopoe naziva svojim aikāneom. Tijekom kasnog 19. i početkom 20. stoljeća riječ aikāne kolonijalizmom je "pročišćena" od svog seksualnog značenja, a u tisku je značila jednostavno "prijatelj", iako je u publikacijama na havajskom jeziku njegovo metaforično značenje moglo značiti ili "prijatelj" ili "ljubavnik" bez stigmatizacije.
Iako su njihove uloge često povezane s aikāneom u suvremenoj LGBT kulturi, Māhū su u socijalnoj kategoriji liminalnog roda. Māhū (u sredini) žive u prostoru između spolova, a mnogi žive u suprotnom spolu od svog rođenja.